# Walthourville
Walthourville – miasto w Stanach Zjednoczonych, w stanie Georgia, w hrabstwie Liberty.